# Mohamed Yousef al-Magariaf
Mohamed Yousef al-Magariaf (en árabe: محمد يوسف المقريف; 1940, Bengasi, Libia italiana) es un político libio que presidió el Congreso General Nacional (CGN) de Libia desde que asumió el puesto el 9 de agosto de 2012 hasta su renuncia voluntaria el 28 de mayo de 2013.
Fue elegido como una figura de consenso por los miembros del Congreso y se le considera el primer líder de Libia de la democracia tras la guerra de Libia de 2011. Durante el tiempo que ocupó el cargo realizó las funciones de jefe de Estado del país, mientras que el puesto de jefe de gobierno le correspondía al primer ministro Alí Zeidan.
Magariaf es líder del partido libio liberal Partido del Frente Nacional, que ganó tres escaños en las elecciones de 2012. Anteriormente fue conocido por fundar el Frente Nacional para la Salvación Libia, que se opuso al gobierno de Gadafi.

## Primeros años y carrera en la oposición
Magariaf residió en Bengasi, y estudió economía en la Universidad de Garyunis. Llegó a ser vice-decano de la Universidad de Trípoli, y durante este tiempo nunca ocultó su disconformidad con la Jamahiriya.
Más tarde, el gobierno le promocionó a la jefatura de la Junta de Auditores (1972-1977), en lo que el mismo calificó como un intento de alejarle de la vida pública. No obstante, Magariaf aceptó el trabajo y se dedicó a él con empeño, denunciando muchas irregularidades y la supuesta corrupción del sistema. Así pues, finalmente le destinaron a la India como embajador, puesto que desempeñó hasta 1980, fecha en la que anunció su deserción estando en Marruecos.
Habiendo renunciado a cualquier cargo oficial, formó junto con varios detractores la primera asociación opositora libia, el Frente Nacional para la Salvación Libia (NFSL), cuya rama militar intentaría sin éxito meses más tarde derrocar a Gadafi por la fuerza. En mayo de 1982 le nombraron secretario general del grupo, cargo que ocupó hasta su renuncia voluntaria en 2011. Durante este tiempo, Magariaf viajó alrededor del mundo intentando buscar apoyos para la oposición, y sobrevivió a varios intentos de asesinato.

## Carrera política

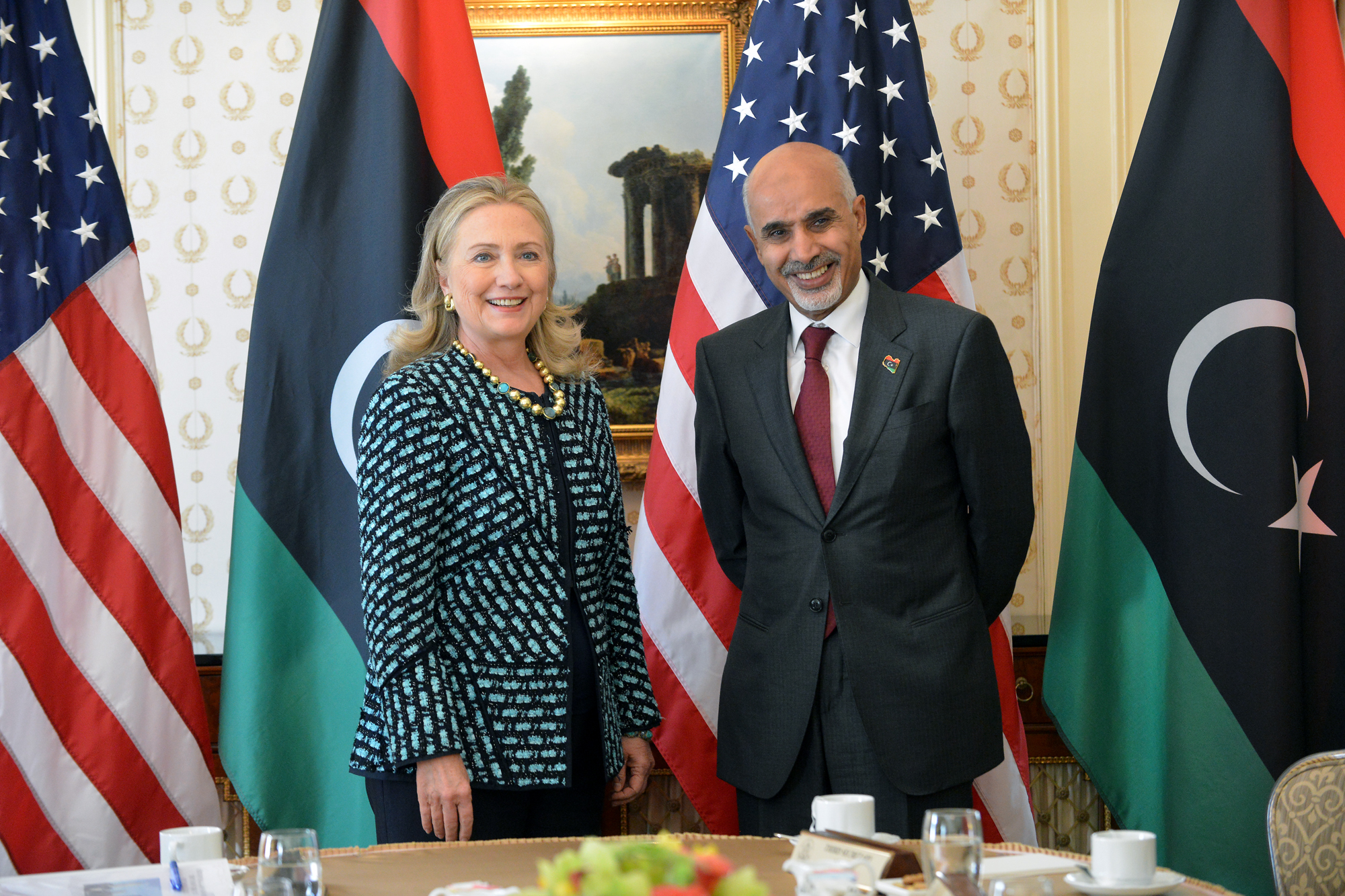
Magariaf y Hillary Clinton

Después del final de la guerra civil libia que derrocó a Gadafi, Magariaf volvió a su país desde Estados Unidos, donde había pasado 40 años en el exilio. Fue nombrado líder del Partido del Frente Nacional, sucesor del NFSL que se disolvió el 9 de mayo de 2012, luego de que el Consejo Nacional de Transición se hiciera con el poder.

### Presidencia del Congreso General Nacional

#### Elección
Magariaf fue elegido Presidente del Congreso General Nacional de Libia (CGN) el 9 de agosto de 2012, en sustitución de Mohammed Ali Salim, que había ocupado el cargo de forma simbólica durante el día en el que se llevó a cabo el traspaso de poderes del Consejo Transitorio al Congreso General, el cual había sido formado mediante elecciones.
A pesar de que su partido solo tenía 3 representantes en el Congreso, se le eligió como una figura de consenso, recibiendo 113 votos, frente a los 85 de su rival, Ali Zeidan, que más tarde se convertiría primer ministro.

#### Desarrollo
Magariaf afirmó ante la ONU que su objetivo es construir un país "de democracia, apertura y transparencia", y que buscaría la "paz y seguridad" de Libia.
Durante su mandato tuvo que hacer frente al asalto al consulado estadounidense en Bengasi y encargarse del proceso de disolución de las milicias libias, grupos armados reticentes a ceder su posición ante un Ejército nacional.

#### Renuncia
Tras la aprobación de la controvertida Ley de Aislamiento Político que prohibía participar en la vida política a cualquier persona que hubiera desempeñado un cargo durante el régimen de Gadafi, varios miembros del nuevo gobierno tuvieron que dimitir.
Magariaf, debido a su participación de la Junta de Auditoría de la Jamahiriya, así como por el cargo de embajador que había sustentado, estaba entre los afectados por dicha ley. Para evitar ser despuesto por un tribunal, él mismo presentó su renuncia voluntaria el 28 de mayo de 2013:

"Los representantes del pueblo aprobaron la Ley de Aislamiento Político y todo el mundo debe cumplirla para respetar la legitimidad y la consolidación de la democracia. Voy a ser el primero en compremeterme con ella y por eso os presento mi dimisión"
Discurso de Magariaf en el que anunciaba su dimisión